# Jack Asselbergs
Jacobus Josephus Petrus Maria (Jack) Asselbergs (Bergen op Zoom, 30 december 1945) is een Nederlands politicus van de VVD.
Na het gymnasium vervolgde hij zijn studie aan de Rijksuniversiteit Leiden waar hij begin 1972 afstudeerde in het Nederlands recht. Vervolgens ging Asselbergs werken bij de provinciale griffie van Zeeland waar hij juridisch adviseur milieuzaken was en later juridisch medewerker was op het Kabinet van de commissaris van de Koningin (C. Boertien). In die periode was hij daarnaast gemeenteraadslid in Veere waar hij ook fractievoorzitter is geweest. In januari 1981 werd Asselbergs burgemeester van Sluis en rond 1985 was hij tevens ruim een jaar waarnemend burgemeester van de gemeente Aardenburg. Op 16 januari 1987 volgde zijn benoeming tot burgemeester van Zierikzee welke gemeente op 1 januari 1997 opging in de nieuwe gemeente Schouwen-Duiveland waarvan hij de burgemeester werd. Op 1 januari 2009 ging Asselbergs vervroegd met pensioen en twee maanden later werd hij als opvolger van Kees Kostense (1937-2017) benoemd tot kamerheer van de koningin in de provincie Zeeland.
- International Standard Name Identifier: 0000 0004 5285 9853
- Nederlandse Thesaurus van Auteursnamen: 394160258
- Virtual International Authority File: 317290953
- WorldCat: E39PBJjt8qCq3Mk4DMgGymxkXd